# Chrys C. Caragounis
Chrys C. Caragounis (griechisch Χρήστος Γ. Καραγκούνης, * 1940 in Athen) ist ein griechisch-schwedischer Theologe und emeritierter Professor für Neutestamentliche Exegese an der Universität Lund. Seine Forschungen zur griechischen Sprache und ihrem diachronen Zusammenhang mit der Sprache des Neuen Testaments weisen ihn auch als sprachwissenschaftlich orientierten Neogräzisten aus.

## Leben
Caragounis studierte Theologie an der London University und schloss das Studium 1971 mit einem Bachelor of Divinity mit Honours ab. Zu weiteren Studien ging er an die Universität Uppsala und wurde dort 1977 zum Sacrae Theologiae Doctor promoviert.
Nach einer Zeit als Assistant durchlief Caragounis Positionen als University Lecturer (beides Uppsala University), Senior Lecturer (London School of Theology), Professor of New Testament (Evangelische Theologische Faculteit, Leuven) und wieder in Schweden als Associate Professor und Professor in New Testament Exegesis (beides an der Universität Lund).
Hauptarbeitsgebiete sind Jesus und die Evangelienforschung, insbesondere der Menschensohn und das Reich Gottes; Paulus und die Briefforschung, insbesondere die paulinische Theologie und Exegese; das Buch Daniel und die Bedeutung der griechischen Sprache in ihrer ganzen Entwicklung für die Exegese des Neuen Testaments. Im Anschluss an Antonios N. Jannaris vertritt Caragounis die Einheit des Griechischen als einer verschiedene Phasen durchlaufenden Sprache.

## Schriften (Auswahl)
Theologische Veröffentlichungen
- The Ephesian Mysterion. Meaning and Content. GWK Gleerup, Lund 1977 (Dissertation).
- The Son of Man. Vision and Interpretation (Wissenschaftliche Untersuchungen zum Neuen Testament, 38). J.C.B. Mohr, Paul Siebeck, Tübingen 1986.
- Peter and the Rock (Beihefte zur Zeitschrift für die Neutestamentliche Wissenschaft 58). Walter de Gruyter, Berlin 1990.
- Ὁμοφυλοφυλία· Ἀρχαία και Σύγχρονη - καὶ ἡ Χριστιανικὴ Ἐκκλησία. Ἀστήρ τῆς Ἀνατολῆς, Athen 2005.

Linguistische Veröffentlichungen
- The Development of Greek and the New Testament: Morphology, Syntax, Phonology, and Textual Transmission (Wissenschaftliche Untersuchungen zum Neuen Testament, 167). Mohr, Tübingen 2004.
- (Hrsg.): Greek. A Language in Evolution. Essays in Honour of Antonios N. Jannaris. Georg Olms Verlag, Hildesheim 2010.
- New Testament Language and Exegesis. A Diachronic Approach (Wissenschaftliche Untersuchungen zum Neuen Testament 323). Mohr, Tübingen 2014.